# Teorema de Denjoy-Carleman-Ahlfors
O teorema de Denjoy-Carleman-Ahlfors é um teorema matemático que afirma que o número de valores assintóticos alcançados por uma função inteira não constante de ordem ρ em curvas que vão para fora em direção ao valor absoluto infinito é menor ou igual a 2ρ. Foi conjecturado pela primeira vez por Arnaud Denjoy em 1907. Torsten Carleman Torsten Carleman mostrou que o número de valores assintóticos era menor ou igual a (5/2)ρ em 1921. Em 1929, Lars Ahlfors confirmou a conjectura de Denjoy de 2ρ.  Finalmente, em 1933, Carleman publicou uma prova muito curta.
O uso do termo "valor assintótico" não significa que a razão entre esse valor e o valor da função se aproxime de 1 (como na análise assintótica) à medida que se move ao longo de uma determinada curva, mas sim que o valor da função se aproxima do valor assintótico ao longo da curva. Por exemplo, à medida que se move ao longo do eixo real em direção ao infinito negativo, a função {\displaystyle \exp(z)} se aproxima de zero, mas o quociente {\displaystyle 0/\exp(z)} não vai para 1.

## Exemplos
A função {\displaystyle \exp(z)} é de ordem 1 e tem apenas um valor assintótico, ou seja, 0. O mesmo vale para a função {\displaystyle \sin(z)/z,} mas a assíntota é alcançada em duas direções opostas.
Um caso em que o número de valores assintóticos é igual a 2ρ é a integral senoidal {\displaystyle {\text{Si}}(z)=\int _{0}^{z}{\frac {\sin \zeta }{\zeta }}\,d\zeta }, uma função de ordem 1 que vai para −π/2 ao longo do eixo real indo em direção ao infinito negativo, e para +π/2 na direção oposta.
A integral da função {\displaystyle a\sin(z^{2})/z+b\sin(z^{2})/z^{2}} é um exemplo de uma função de ordem 2 com quatro valores assintóticos (se b não for zero), abordada à medida que se sai de zero ao longo dos eixos real e imaginário.
De forma mais geral, {\displaystyle f(z)=\int _{0}^{z}{\frac {\sin(\zeta ^{\rho })}{\zeta ^{\rho }}}d\zeta ,} com ρ qualquer inteiro positivo, é de ordem ρ e tem 2ρ valores assintóticos.
É claro que o teorema se aplica a polinômios apenas se eles não forem constantes. Um polinômio constante tem 1 valor assintótico, mas é de ordem 0.